# La Floresta, Chiapas
La Floresta är en ort i Mexiko.   Den ligger i kommunen Tecpatán och delstaten Chiapas, i den sydöstra delen av landet, 600 km öster om huvudstaden Mexico City. La Floresta ligger 319 meter över havet och antalet invånare är 187.
Terrängen runt La Floresta är kuperad söderut, men norrut är den platt. La Floresta ligger uppe på en höjd. Runt La Floresta är det ganska glesbefolkat, med 25 invånare per kvadratkilometer. Närmaste större samhälle är Ostuacán, 19,8 km öster om La Floresta. Trakten runt La Floresta består till största delen av jordbruksmark.